# Пам'ятник українським козакам (Нові Санжари)
Пам'ятник українським козакам — відкрито 23 вересня 2000 року у смт. Нові Санжари Полтавської області. Розташований на вулиці Маджарянській на правому березі р. Ворскла.

## Опис
На земляному установлено брилу рожевого граніту висотою 1,2 м, верхівка якої завершується вмонтованим рівнораменним хрестом із полірованого чорного граніту. У центральній частині брили — дошка із чорного полірованого граніту, на якій вигравіювано пам'ятний текст: «Козакам, загиблим за волю України в 1709 році на території Новосанжарського району» та зображення козака з конем біля козацької могили.

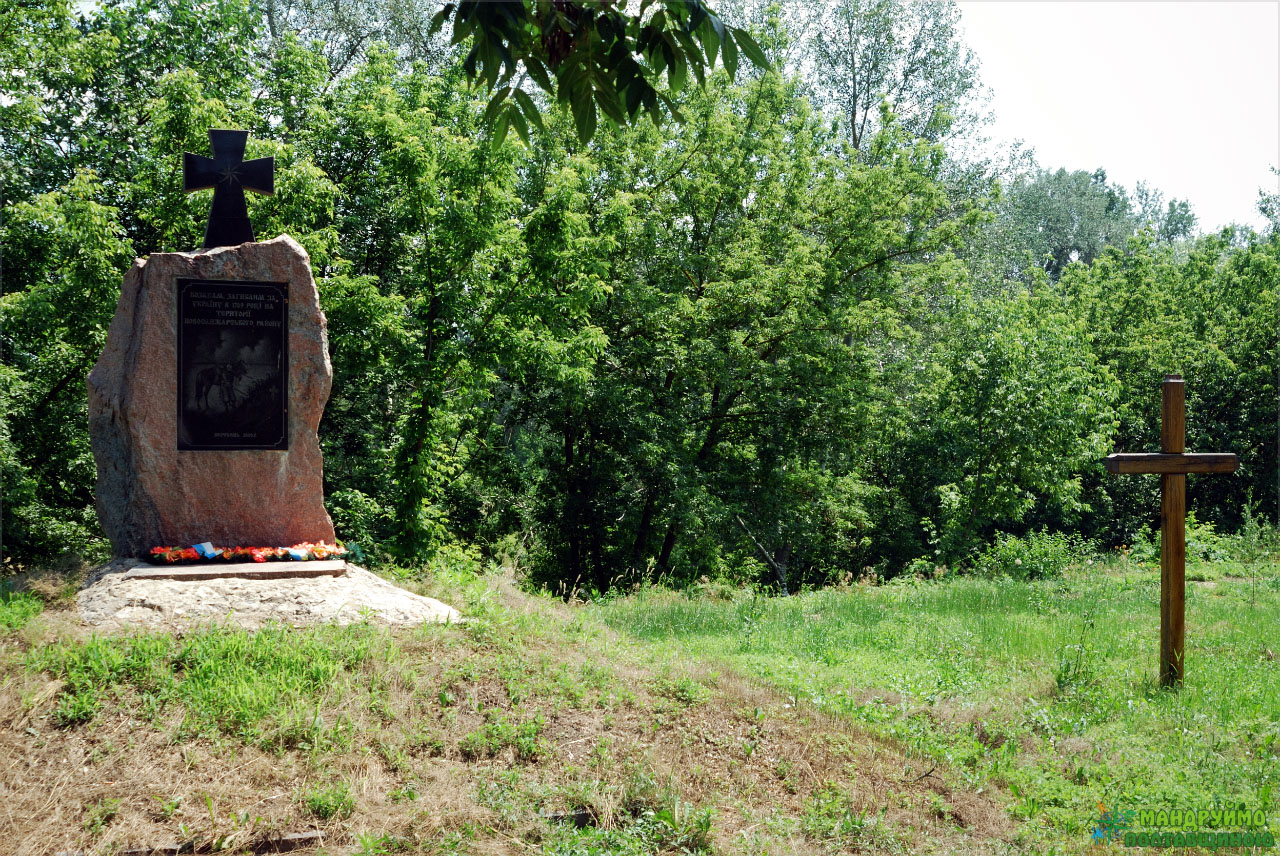
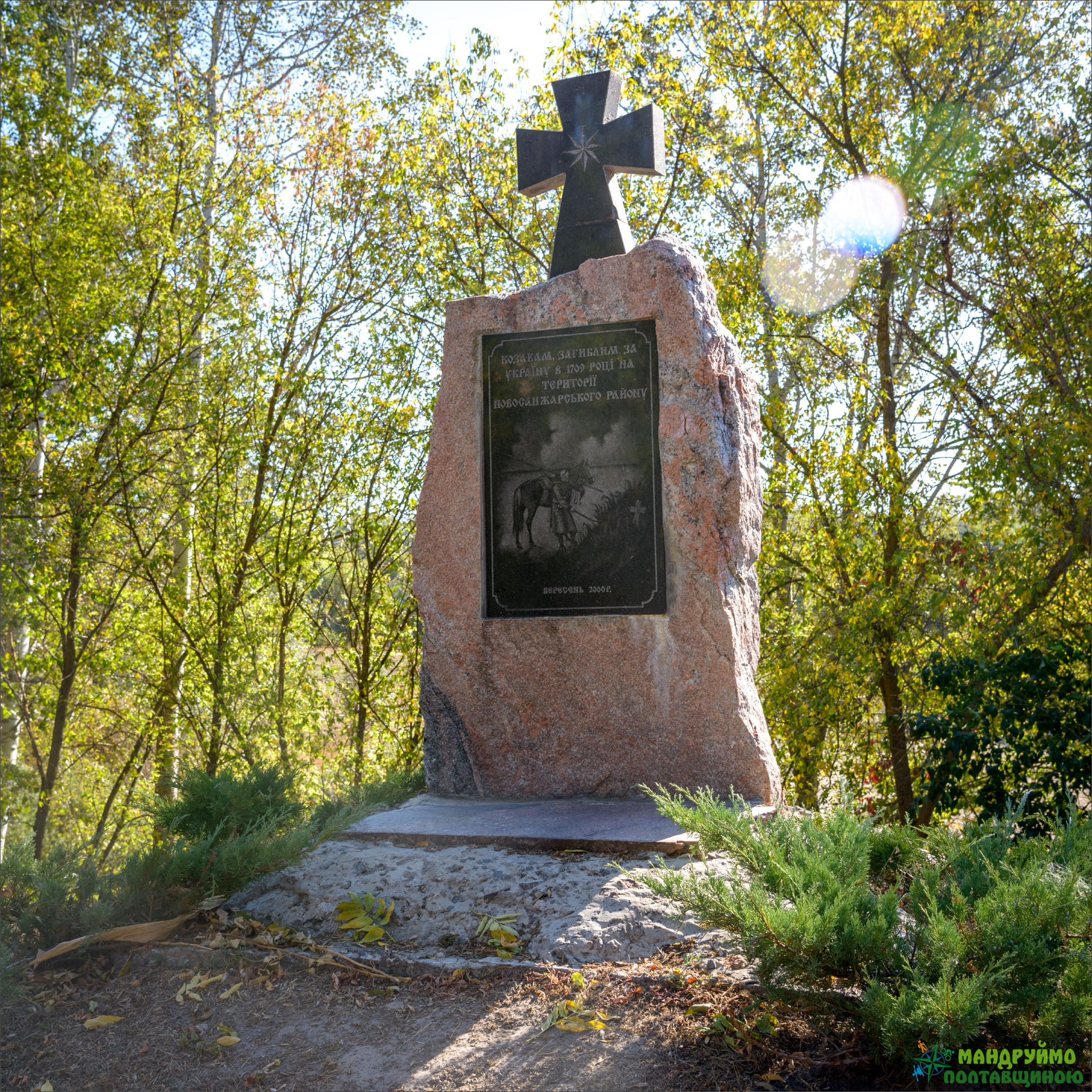